# Kasteel van Antoing
Het Kasteel van Antoing (Frans: Château d'Antoing) is een Belgisch kasteel, gelegen in het hart van de stad Antoing, aan de rechteroever van de Schelde, 6 kilometer ten zuiden van Doornik. Het kasteel dateert uit de 12e eeuw. Het is al generaties lang een van de residenties van de prinsen van Ligne. Het is volledig herbouwd in de 19e-eeuwse neogotische stijl. Het kasteel van Antoing werd in 1949 aangemerkt als erfgoed van Wallonië. Bezoeken is slechts mogelijk onder begeleiding.

## Een kasteel door de eeuwen
De oudste delen zijn een vestingmuur uit de 10e eeuw. Op deze plaats was oorspronkelijk een aarden wal gelegen omringd met een palissade. Deze wal deed dienst als verdediging van het land en mensen in geval van nood. De wal was opgeworpen volgens de inzichten van een Romeins legerkamp: een ophoging van terrein, een houten gebouw, omgeven door een hek en een brede en diepe gracht. In de 12e eeuw werd op deze plaats een donjon gebouwd, het houten hek werd vervangen door een stenen weermuur, waarvan de ligging identiek is aan die van de huidige ringmuur. Tussen 1436 en 1452, werd de donjon herbouwd tot een woontoren. De vestingmuren werden verstevigd en aangepast aan de toenmalige artillerie met dikke muren, ronde torens, en voorzien van kanonnen. Een barbacane werd toegevoegd aan de voorkant van het poortgebouw. Het kon gebruikt worden als uitkijkpost, maar deed ook dienst als voorpost en was een bescherming van het poortgebouw tegen geschut. In de 16e eeuw werd een woongebouw naast het poortgebouw gebouwd. Een bakstenen toren werd aan de oude donjon bevestigd. Deze bakstenen toren is de hoogste toren van het huidige kasteel.
In de 19e eeuw, werd een beroep gedaan op de architect Clement Parent, student van Eugène Viollet-le-Duc om het gebouw de neogotische uitstraling te geven die nu nog te zien is. In de twintigste eeuw (1901) werd het kasteel en de omgeving (na een periode van een tiental jaren onbewoond) heringericht om de Franse jezuïeten van Rijsel en hun studenten te huisvesten. Door de Association Act van 1901 waren de jezuïeten gedwongen om in ballingschap te gaan. Het 'College van het Heilig Hart' had, door gebrek aan ruimte, nooit meer dan 100 studenten. Alle studenten bereidden zich voor op het toelatingsexamens tot Grande écoles van de Franse staat. Onder hen Charles de Gaulle, leerling van 1901 tot 1904. In 1914 moesten de 16 leraren de school verlaten om plaats te maken voor een Duits ziekenhuis.

## Families
Antoing
Een zekere Sohier, militair, was heer van Antoing in de late 11e eeuw. Hij had zijn toren in de buurt van een kapittelkerk op een heuvel met uitzicht op de Schelde gevestigd. Deze plek was uitgeroepen tot kerkelijk domein. Na verloop van tijd werden de heren van Antoing ridders en baronnen. Ze beheren uiteindelijk de kerk en vergroten hun bezittingen ten koste van de kanunniken. In 1302 wordt Hugo V, een aanhanger van de Franse koning Filips de Schone, gedood bij de Guldensporenslag op het Kortrijkse Groeningheslagveld. Het huis Antoing sterft uit in 1353, met zijn enige erfgenaam, Isabelle van Antoing. Ze trouwde in 1327 met Jan I van Melun, heer van Tancarville en Montreuil-Bellay.
Melun
Antoing en het kasteel gaan over in de handen van het machtige huis Melun. In 1634, bij de dood van Maria van Melun, echtgenote van Lamoraal I van Ligne, kwam het kasteel in handen van de familie Ligne die het huis nu nog altijd bezit.
Ligne
Het huis Ligne is een van de oudste families in België. De oorsprong van de familie gaat terug tot de elfde eeuw en is vernoemd naar het dorp Ligne. Naast het kasteel van Antoing is deze familie ook eigenaar van vele andere kastelen zoals het kasteel van Belœil

## Gasten en tijdelijke bewoners
Er zijn vele personen die in het kasteel hebben verbleven, de belangrijkste waren:
- In 1341, Jacob van Artevelde
- In 1464, Filips de Goede, hertog van Bourgondië.
- In 1468, Karel de Stoute, zoon van Filips de Goede
- In 1513, keizer Maximiliaan van Oostenrijk en zijn dochter Margaretha, hertogin van Savoye. Hendrik VIII
- In 1546, Karel V en zijn zoon Filips II.
- In 1565, de hoofden van de Opstand: de graven Egmont, Horne, Brederode, Marnix van St. Aldegonde. Als Willem de Zwijger, prins van Oranje-Nassau, de vorige leider.
- In 1670, koning Lodewijk XIV van Frankrijk tijdens de werkzaamheden van Vauban in Doornik.
- In 1745, koning Lodewijk XV van Frankrijk en zijn zoon Lodewijk, de dauphin van Frankrijk, na de Slag bij Fontenoy.
- Van 1901 tot 1904, de jonge Charles de Gaulle in ballingschap als leerling van een in het kasteel ingerichte jezuïetencollege.

## De legende van het kasteel
Ook dit kasteel heeft een eigen legende. Op een dag, ergens in de middeleeuwen, werd de vesting aangevallen. Het kasteel werd ingenomen en totaal vernietigd. Een niet nader gekende baron van Antoing kwam om in de rokende puinhopen. Zijn schaduw spookt door het herbouwde kasteel. De legende vertelt dat om hem te zien, men klokslag middernacht de grote toren moet opklimmen. Op de tweede verdieping is een kleine kamer met een spiegel en als je in die spiegel kijkt, zie je een schaduw, de schaduw van een gepantserde ridder. Na enkele ogenblikken zal hij wegvluchten via de trap en zijn geklaag laten horen.